# 河南三门峡经济开发区
河南三门峡经济开发区是中华人民共和国河南省三門峽市湖滨区设置的一个省级经济开发区。其辖区为湖滨区的一个类似乡级单位，同时开发区管辖向阳街道。

## 行政区划
河南三门峡经济开发区下辖以下地区：向阳村、三里桥村、后川村、南关村、山前村和山后村。